# ديوان الوقف السني
ديوان الوقف السني، وهو الاسم الرسمي الذي اتخذته وزارة الأوقاف والشؤون الدينية العراقية بعد غزو العراق عام 2003م، نظراً لإلغاء وزارة الأوقاف والشؤون الدينية السابقة، وتوزيع مهامها على دواوين الأوقاف والطوائف المختصة، وشرع قانون تأسيس ديوان الأوقاف والشؤون الإسلامية من أجل تنظيم الأوقاف الإسلامية وشؤونها وحددت مهامه وتقسيماته وتشكيلاته بناء على ما أقره مجلس النواب العراقي وصادق عليه مجلس الرئاسة واستناداً إلى قرار مجلس الحكم رقم (68) المؤرخ في 25 رجب 1424هـ/ 22 تشرين الأول 2003م.
صدر القانون الذي ينص على تأسيس ديوان يعنى بأوقاف أهل السنة وشؤونه الإسلامية يسمى ديوان الوقف السني يرتبط بمجلس الوزراء ويتمتع بالشخصية المعنوية ويمثله رئيسه أو من يخوله.
حيث كانت دائرة الأوقاف والشؤون الدينية العراقية قبل غزو العراق في عام 2003م، مسؤولة عن جميع دور العبادة والأوقاف في السابق ثم أصبحت مسؤولة الآن عن أوقاف ومساجد أهل السنة فقط، وخرجت منها مسؤولية أوقاف دور العبادة لبقية المذاهب والأديان في العراق كالشيعة من المسلمين وغيرهم من أصحاب الديانات الأخرى كالصابئة واليهود والمسيحيين واليزيدية.
ودائرة ديوان الوقف السني الآن تشرف على جميع مساجد أهل السنة في العراق ولها الكثير من الخطط العمرانية لصيانتها وتطويرها، وأول رئيس للديوان بعد الغزو الأمريكي للعراق، هو عدنان الدليمي وعين وفق قرار مجلس الحكم الانتقالي العراقي في 25 رجب 1424هـ/ 22 تشرين الأول 2003م، ويشغل منصب رئيس الديوان حالياً الدكتور مشعان الخزرجي، بقرار رسمي صدر يوم الأربعاء 7 كانون الاول 2022.

## دوائر ومؤسسات الديوان
يشمل ديوان الوقف السني على المؤسسات والدوائر التالية:
- دائرة أوقاف بغداد.
- مركز البحوث والدراسات الإسلامية.
- كلية الإمام الأعظم.
- الدائرة القانونية.
- دوائر وملاحظيات أوقاف المحافظات.
- دائرة الأضرحة والمقامات والمراقد الدينية العامة.
- الدائرة الإدارية والمالية.
- الدائرة الهندسية.
- دائرة التعليم الإسلامي.
- قسم إدارة صندوق الزكاة والصدقات.
- دائرة الاحتفالات والمناسبات الدينية.
- هيئة إدارة واستثمار أموال الوقف السني.
- دائرة المؤسسات الإسلامية والخيرية.
- دائرة المفتش العام.
- قسم شؤون الحج.
- دائرة التخطيط والمتابعة.
- مشيخة الحديث العراقية.

## موقع الوقف
في يوم 20 تشرين الأول سنة 2021م أَعلنَ ديوان الوقف عن وضع حجر الأساس للأعمال التكميلية لبناية الديوان المركزية بموقع السبع أبكار.

## من علماء ديوان الوقف السني
- أحمد حسن الطه السامرائي.
- أحمد عبد الغفور السامرائي
- عبد الجليل الفهداوي.
- عبد اللطيف الهميم
- عبد العليم السعدي.
- عبد الستار عبد الجبار الربيعي.

## وصلات خارجية
- الموقع الرسمي لديوان الوقف السني العراقي.